# Sarsia viridis
Sarsia viridis is een hydroïdpoliep uit de familie Corynidae. De poliep komt uit het geslacht Sarsia. Sarsia viridis werd in 1980 voor het eerst wetenschappelijk beschreven door Brinckmann-Voss. 